# زندانی زندا
زندانی زندا (به انگلیسی: The Prisoner of Zenda)، نوشتهٔ آنتونی هوپ، یک رمان ماجراجویانه است که در آن پادشاه روریتانیا در آستانهٔ تاجگذاری خود تخدیر می‌شود، و در نتیجه قادر به شرکت در آن مراسم نیست. آیین سیاسی در آن سرزمین چنین است، که، شاه برای اینکه بتواند تاجداری خود را حفظ کند، مراسم تاجگذاری «باید» صورت گیرد. تصادفاً، یک نجیب زادهٔ انگلیسی که سرگرم گذراندن تعطیلات خود در روریتانیا است، و قیافه‌اش به پادشاه شبیه است، ترغیب می‌شود تا به عنوان یک ترفند سیاسی، در تلاش برای نجات وضعیت بی‌ثبات سیاسی، نقش خود را اجرا کند.
نام تبه‌کار در کتاب زندانی زندا، روپرت هنتسو (Rupert of Hentzau) است که چهار سال بعد؛ در سال ۱۸۹۸ عنوان رمان بعدی قرار گرفت و منتشر شد. این رمان به برخی از نسخه‌های زندانی زندا ضمیمه شده‌است.

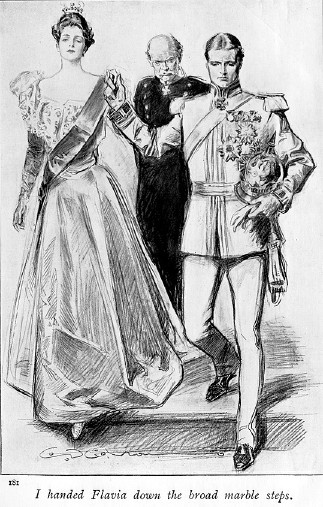
صحنه‌ای از فیلم سرقت هویت ۱۹۵۳ بر اساس ادبیات داستانی زندانی زندا آنتونی هوپ

## پی‌رنگ
در شبی که قرار است فردای آن پادشاه رودلف پنجم روریتانیا در مراسم حضور یابد و تاجگذاری کند، نابرادری کوچکترش، مایکل؛ دوک استلزو، او را با کمک مواد مخدر تخدیر کرده‌است. در یک تلاش مستأصلانه سرهنگ ساپت و فریتز فون تارلنیم، دو تن از مأموران پادشاه، می‌کوشند تا به نحوی بهانه‌ای برای ادعای تاج و تخت به مایکل ندهند. آن‌ها با یکی از توریست‌های انگلیسی که سرگرم بازدید از روریتانیا است و با رودلف هم نسبت دوری دارد وارد گفتگو می‌شوند تا او خود را به جای پادشاه در مراسم جا بزند.
پادشاه ناخودآگاه و از خود بی خود را ربوده و در قلعه‌ای در شهرک زندا زندانی می‌کنند. مشکلات پیچیده، طرح‌ها، توطئه‌ها و ضد توطئه‌ها وجود دارند؛ از جمله، نقشه‌های معشوقهٔ مایکل؛ آنتوانت د موبان، و کسانی از دست‌اندرکاران او؛ مریدان به ظاهر معتمد و خوش‌رویی که در برگرداندن تاج و تخت می‌کوشند، اما دروغین، نقشهٔ پست و بد ذاتانهٔ کنت روبرت هنتائو.